# Dyresprog
Dyresprog er former for ikke-menneskelig dyrekommunikation, som har visse paralleller til menneskers sprog. Dyr kommunikerer ved hjælp af forskellige tegn såsom lyde og bevægelser. Sådanne tegn kan betragtes som komplekse nok til at kaldes en form for sprog hvis beholdningen af tegn er stor, tegnene er relativt vilkårlige og dyrene lader til at kunne producere dem med en grad af fri vilje (i modsætning til relativt automatisk tilvænnet adfærd eller ubevidste instinkter, hvilket normalt omfatter ansigtsudtryk). I eksperimentelle tests har der også kunnet ses dyrekommunikation ved brug af leksigrammer (såsom der er blevet set med chimpanser og bonoboer).
| Sprog | Spire Denne artikel om sprog er en spire som bør udbygges. Du er velkommen til at hjælpe Wikipedia ved at udvide den. |